# Yzeron
Yzeron är en kommun i departementet Rhône i regionen Auvergne-Rhône-Alpes i östra Frankrike. Kommunen ligger i kantonen Vaugneray som tillhör arrondissementet Lyon. År 2022 hade Yzeron 980 invånare.

## Befolkningsutveckling
Antalet invånare i kommunen Yzeron
| Referens: INSEE |